# Millison's Wood
Millison's Wood es una reserva natural situada en el condado de Tierras Medias Occidentales, en Inglaterra (Reino Unido), con una población estimada a mediados de 2016 de 626 habitantes.
Se encuentra ubicada en la zona centro-este de la región Midlands del Oeste, cerca de las ciudades de Birmingham y Coventry.
Tiene una altitud de 184 metros sobre el nivel del mar.